# Tim Hall
Tim Hall (Esch-sur-Alzette, 15 aprile 1997) è un calciatore lussemburghese, difensore dell'UNA Strassen.

## Carriera

### Club

#### Inizi ed Elversberg
Inizia a giocare a calcio nell'F91 Dudelange, trasferendosi in seguito in Belgio, allo Standard Liegi, dove rimane fino al 2014. A 17 anni va a giocare in Germania, per due anni nelle giovanili del Saarbrücken e successivamente in un'altra squadra della Saarland, l'Elversberg. Con i bianconeri gioca nella squadra B in Saarlandliga, esordendo il 30 luglio 2016 nella vittoria in trasferta per 3-1 contro il Bildstock in campionato, entrando al 76'. Il 5 marzo 2017 segna la prima rete, quella dell'1-0 al 33' nel successo interno per 3-0 sul Bübingen in Saarlandliga.

### Nazionale
Inizia a giocare nelle nazionali giovanili lussemburghesi a 16 anni, nel 2013, quando gioca tre amichevoli con l'Under-17. Tra 2014 e 2015 disputa 9 gare con l'Under-19, 6 delle quali nelle qualificazioni agli Europei di categoria 2015 e 2016, segnando una rete. Il 28 marzo 2017 debutta in nazionale maggiore, in un'amichevole in casa ad Hesperange contro Capo Verde, persa per 2-0, nella quale entra al 73'.

## Statistiche

### Presenze e reti nei club
Statistiche aggiornate al 5 marzo 2017.
| Stagione        | Squadra         | Campionato      | Campionato | Campionato | Coppe nazionali | Coppe nazionali | Coppe nazionali | Coppe continentali | Coppe continentali | Coppe continentali | Altre coppe | Altre coppe | Altre coppe | Totale | Totale | Totale |
| Stagione        | Squadra         | Comp            | Pres       | Reti       | Comp            | Pres            | Reti            | Comp               | Pres               | Reti               | Comp        | Pres        | Reti        | Pres   | Reti   |        |
| --------------- | --------------- | --------------- | ---------- | ---------- | --------------- | --------------- | --------------- | ------------------ | ------------------ | ------------------ | ----------- | ----------- | ----------- | ------ | ------ | ------ |
| 2016-2017       | Elversberg II   | SL              | 15         | 1          | -               | -               | -               | -                  | -                  | -                  | -           | -           | -           | 15     | 1      |        |
| Totale carriera | Totale carriera | Totale carriera | 15         | 1          | -               | -               | -               | -                  | -                  | -                  | -           | -           | -           | 15     | 1      |        |

### Cronologia presenze e reti in nazionale
| Cronologia completa delle presenze e delle reti in nazionale ― Lussemburgo | Cronologia completa delle presenze e delle reti in nazionale ― Lussemburgo | Cronologia completa delle presenze e delle reti in nazionale ― Lussemburgo | Cronologia completa delle presenze e delle reti in nazionale ― Lussemburgo | Cronologia completa delle presenze e delle reti in nazionale ― Lussemburgo | Cronologia completa delle presenze e delle reti in nazionale ― Lussemburgo | Cronologia completa delle presenze e delle reti in nazionale ― Lussemburgo | Cronologia completa delle presenze e delle reti in nazionale ― Lussemburgo |
| Data                                                                       | Città                                                                      | In casa                                                                    | Risultato                                                                  | Ospiti                                                                     | Competizione                                                               | Reti                                                                       | Note                                                                       |
| -------------------------------------------------------------------------- | -------------------------------------------------------------------------- | -------------------------------------------------------------------------- | -------------------------------------------------------------------------- | -------------------------------------------------------------------------- | -------------------------------------------------------------------------- | -------------------------------------------------------------------------- | -------------------------------------------------------------------------- |
| 28-3-2017                                                                  | Hesperange                                                                 | Lussemburgo                                                                | 0 – 2                                                                      | Capo Verde                                                                 | Amichevole                                                                 | -                                                                          | 73’ 76’                                                                    |
| 5-9-2019                                                                   | Belfast                                                                    | Irlanda del Nord                                                           | 1 – 0                                                                      | Lussemburgo                                                                | Amichevole                                                                 | -                                                                          | 46’ 84’                                                                    |
| 14-11-2019                                                                 | Belgrado                                                                   | Serbia                                                                     | 3 – 2                                                                      | Lussemburgo                                                                | Qual. Euro 2020                                                            | -                                                                          |                                                                            |
| 7-10-2020                                                                  | Lussemburgo                                                                | Lussemburgo                                                                | 1 – 2                                                                      | Liechtenstein                                                              | Amichevole                                                                 | -                                                                          |                                                                            |
| Totale                                                                     |                                                                            | Presenze                                                                   | 4                                                                          |                                                                            | Reti                                                                       | 0                                                                          |                                                                            |